# Doktor Strange (lik)
Doktor Strange je izmišljena oseba, stripovski superheroj, človek, z nadnaravnimi močmi, ki se pojavlja v stripih ameriške založbe Marvel. Ustvaril ga je risar Steve Ditko, prvič pa se je pojavil v stripu Strange Tales #110 (julij 1963). Služi kot vrhovni čarovnik in glavni zaščitnik Zemlje pred magičnimi in mističnimi grožnjami. Gre za enega najbolj znanih Marvelovih likov.

## Filmi
Po uspehih v stripih so posneli filme v katerih se pojavlja doktor Strange.
- Doktor Strange
- Doktor Strange v multivesolju norosti